# Rovné (Svidník)
Rovné (in ungherese Róna) è un comune della Slovacchia facente parte del distretto di Svidník, nella regione di Prešov.